# Januari

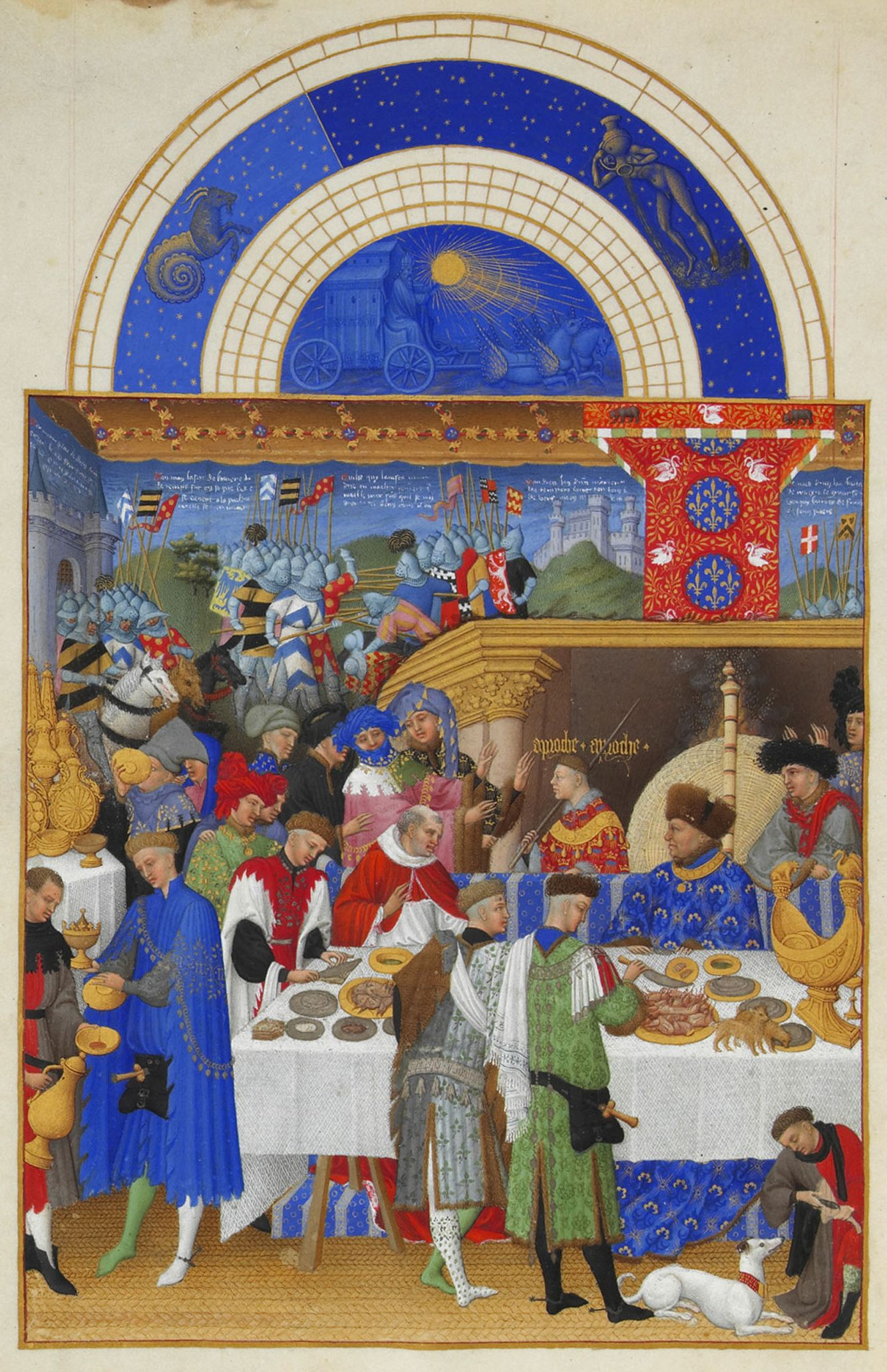
Afbeelding bij de maand januari in Les Très Riches Heures du duc de Berry (± 1410)

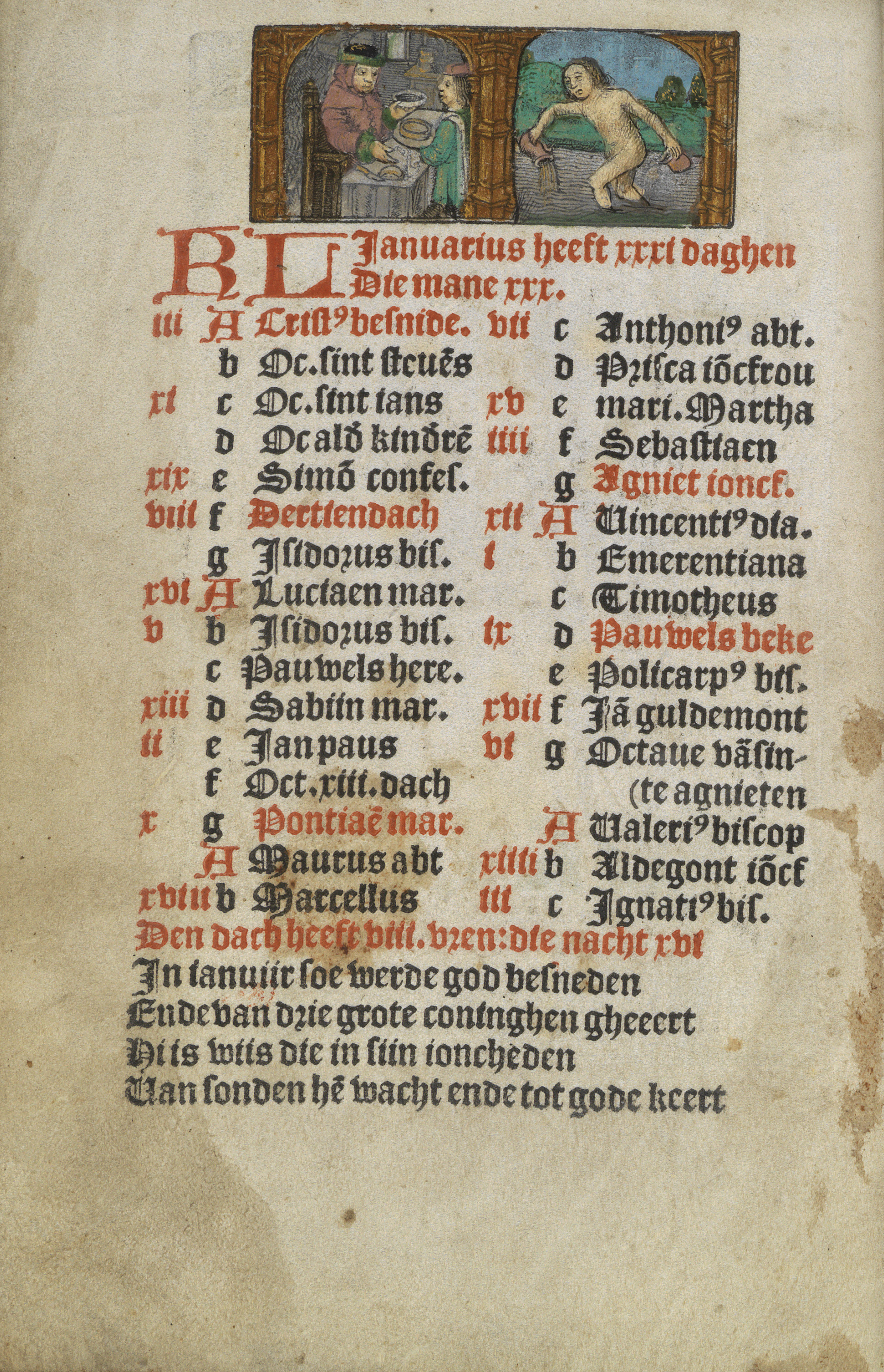
Januari in het Getijdenboek Wolfgang Hopyl

Januari (ook wel: louwmaand, ijsmaand, wolfsmaand, hardmaand) is de eerste maand van het jaar in de gregoriaanse kalender. Januari heeft 31 dagen. De maand is vernoemd naar Janus, de Romeinse god van het begin en het einde.
Januari en februari zijn de laatste twee maanden die aan de kalender werden toegevoegd, aangezien de Romeinen de winter als een maandloze periode zagen.

## Romeinse kalender: invoering van de maand januari
In de oudste versie van de Romeinse kalender, die tien maanden telde, kwamen de maanden januari en februari nog niet voor. Het jaar begon met maart. December was de laatste maand van het jaar en deze maand werd gevolgd door een periode die geen eigen naam had.
In de zevende eeuw voor Christus werden aan de twee nieuwe maanden de namen januari en februari gegeven. Dit zou volgens de overlevering zijn gebeurd tijdens de regering van koning Numa Pompilius. Later werd januari de eerste maand van het jaar en februari de tweede. De schrikkeldag (ingevoerd 237 vC) bleef hierbij ten bate van de tweede maand.

## Viering/herdenking
- Nieuwjaar - 1 januari
- Driekoningen - 6 januari
- Martin Luther Kingdag - Amerikaanse feestdag, 3e maandag in januari

## Meteorologie
Januari is op het noordelijk halfrond de tweede maand van de meteorologische winter. Over het geheel genomen is de gemiddelde temperatuur hier in januari het laagst van alle maanden, al kunnen de verschillen zowel per jaar als per gebied erg groot zijn. In een landklimaat (zoals Siberië en Noord-Canada) kan het in januari aanmerkelijk kouder zijn dan in gebieden in de buurt van zeeën en oceanen, waar een zeeklimaat heerst.
Op het zuidelijk halfrond is januari de tweede maand van de meteorologische zomer. Dit is over het algemeen de warmste tijd van het jaar, met name in Zuid-Afrika en Australië.

## Trivia
- Oudnederlandse/puristische naam: louwmaand of wintermaand
- Romeinse naam: Mensis Ianuarius
- Joodse naam: Sebat
- Sterrenbeelden in januari zijn Steenbok (22 december - 19 januari) en Waterman (20 januari - 18 februari)
- Bij deze maand horen onder meer de volgende weerspreuken:
Als in januari de muggen zwermen, dan moogt ge in Meert uw oren wermen
Januari zonder regen, is de boerenstand een zegen
Geeft januari sneeuw en vorst, vaak de boer veel granen dorst.

## Afbeeldingen

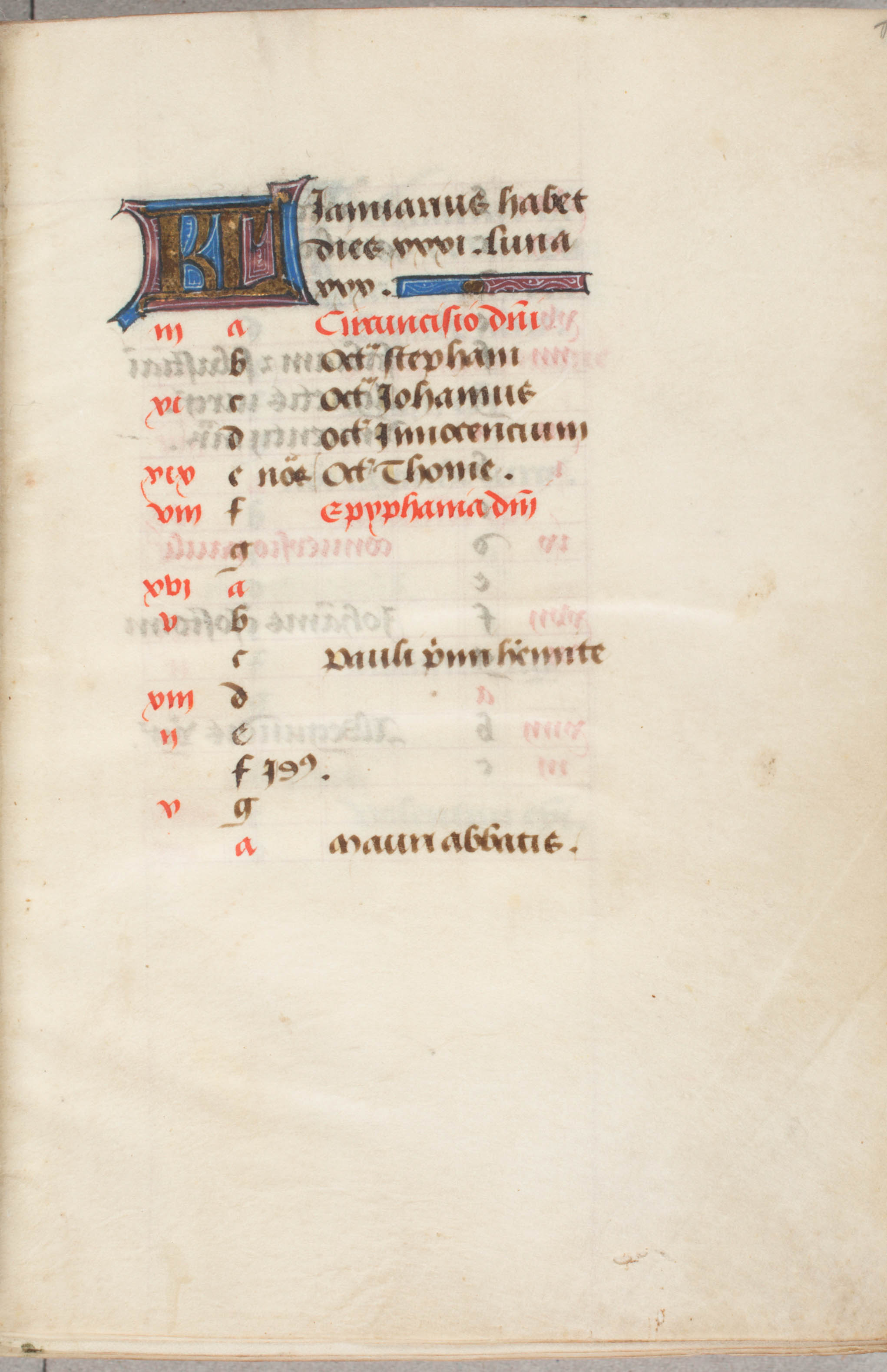
Januari in het Trivulzio-getijdenboek
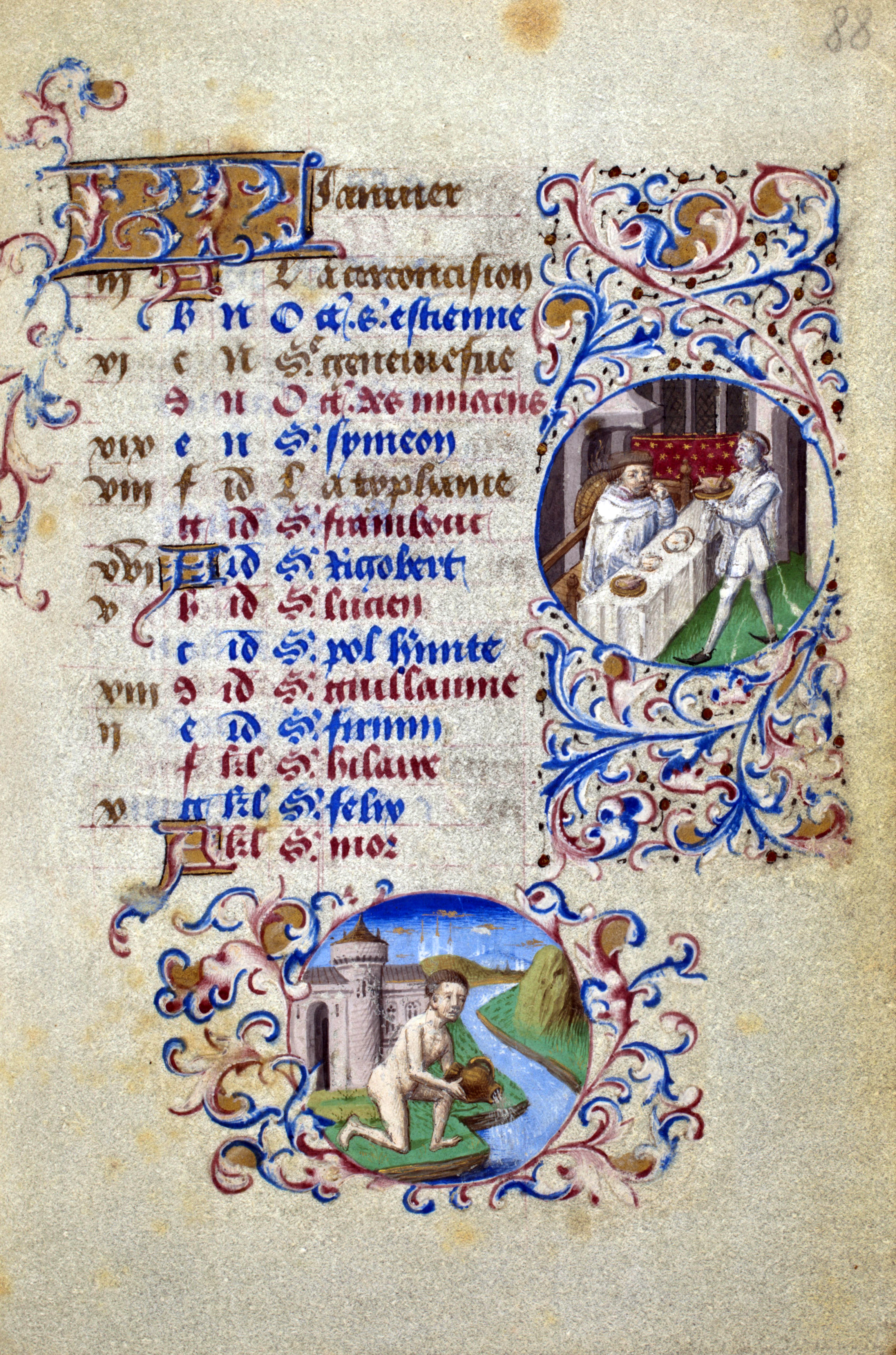
Januari in het getijdenboek van Simon de Varie
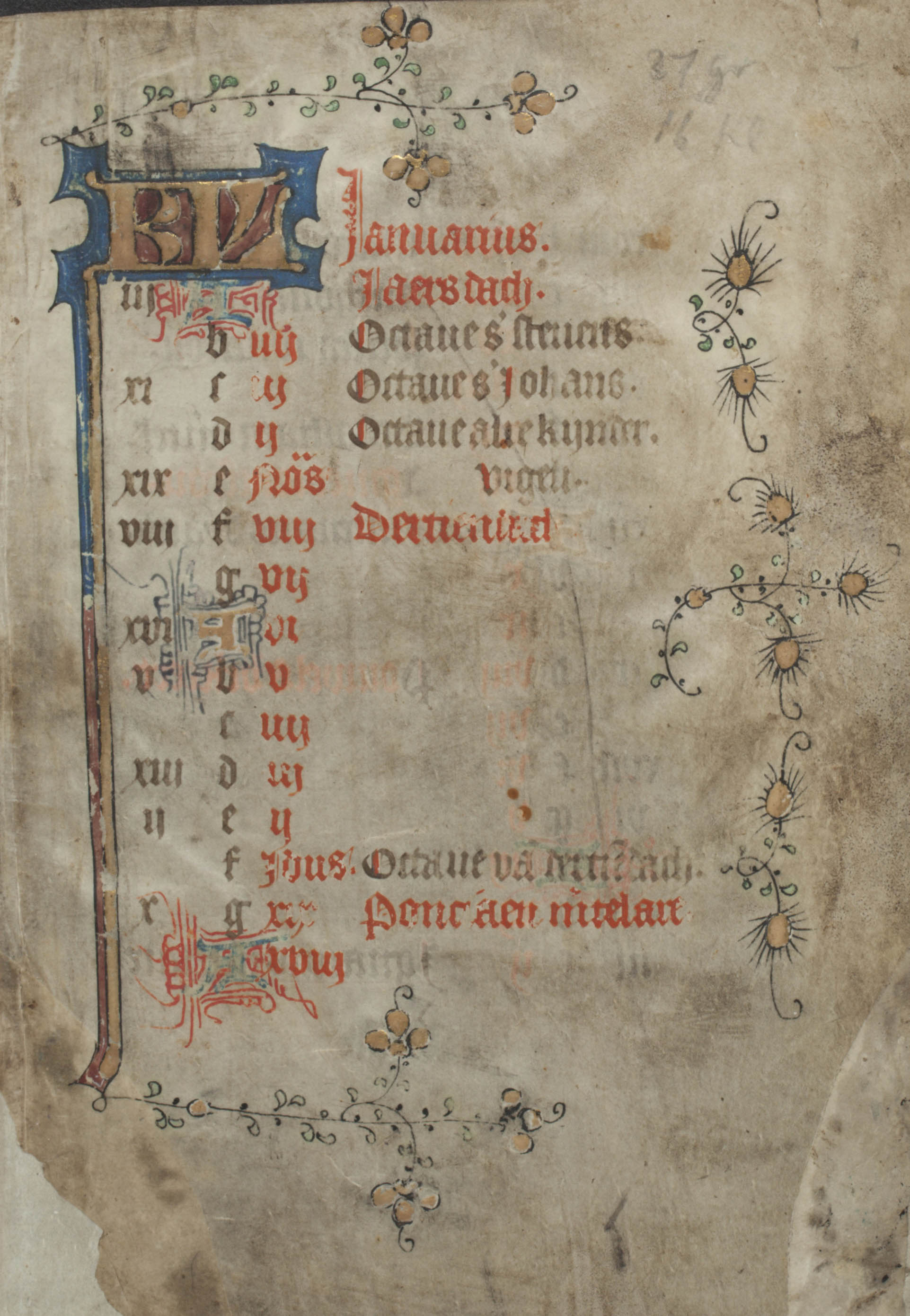
Januari in het getijdenboek van de Meesters van Zweder van Culemborg
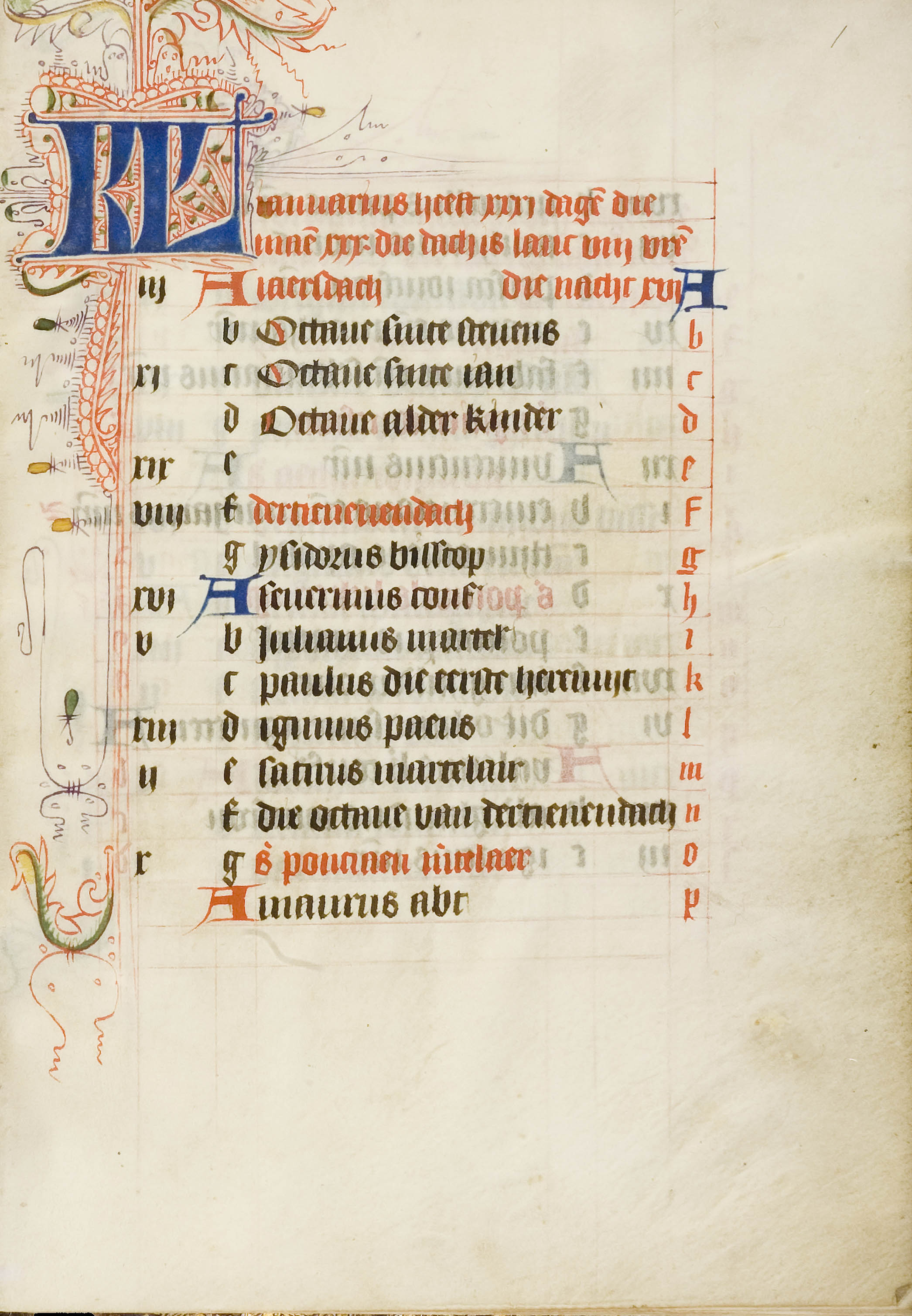
Januari in het Bout Psalter-getijdenboek
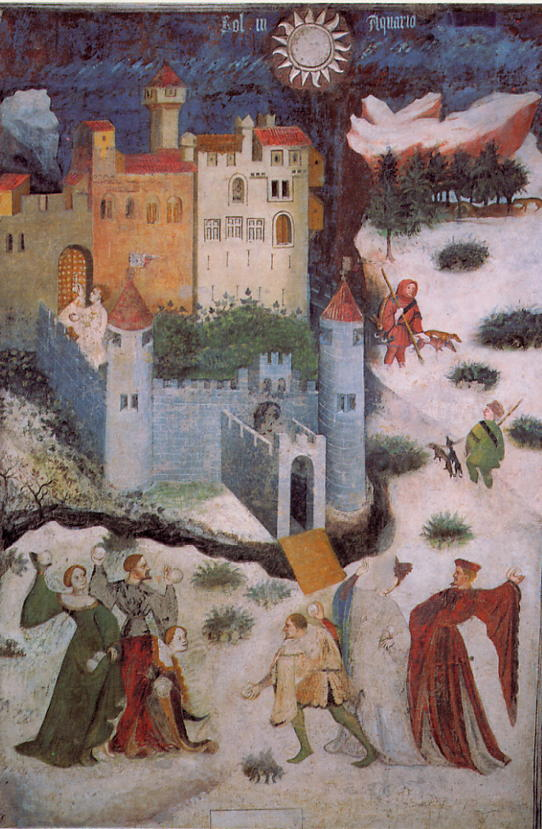
Januari, fresco in de Torre Aquila in Trente
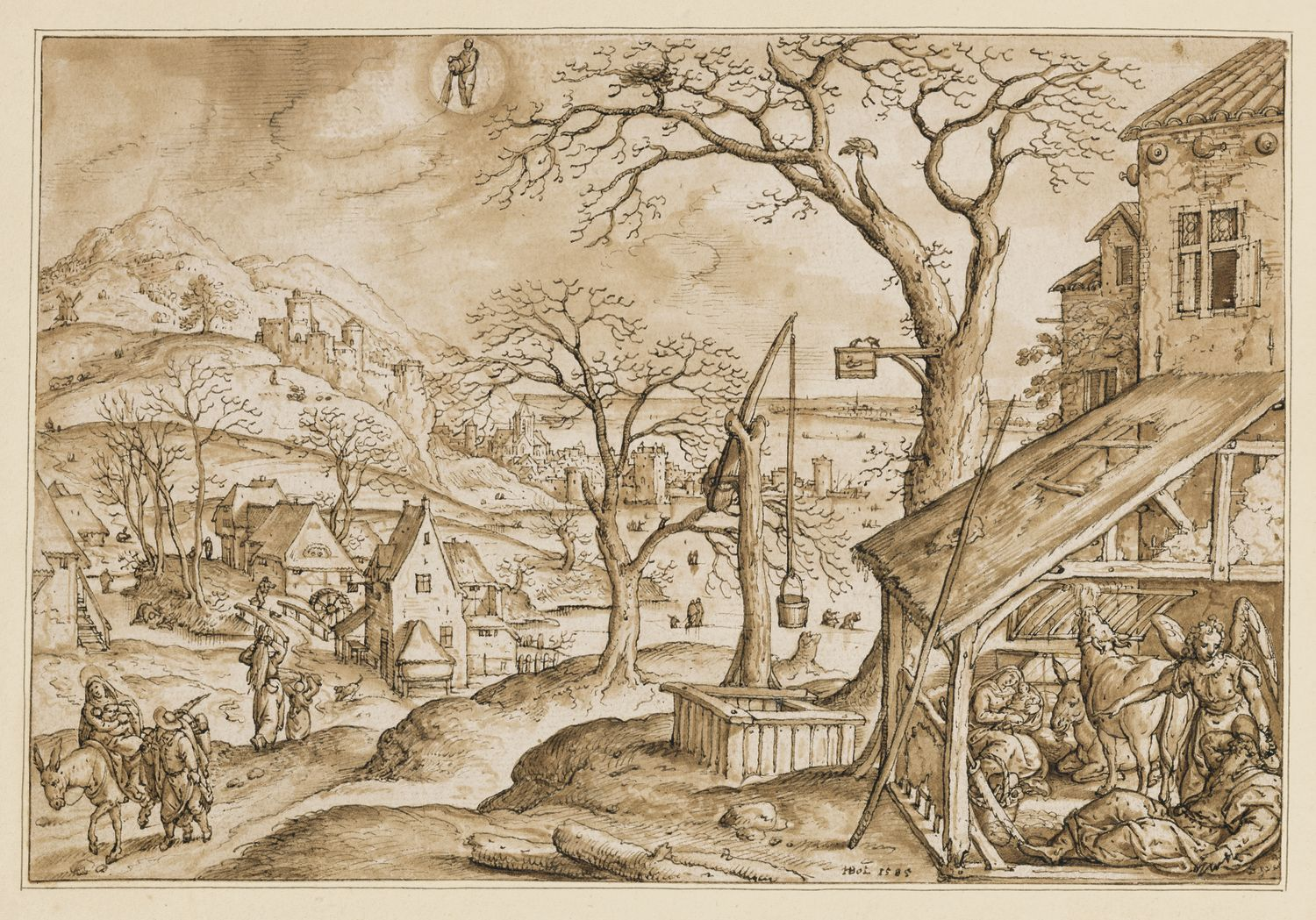
afbeelding van de maand Januari in Januari - De engel zegt Jozef weg te gaan en de vlucht naar Egypte (ontwerptekening voor Emblematica door Hans Bol)
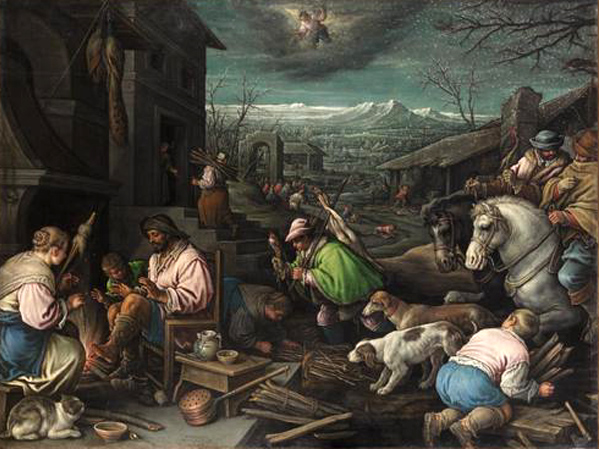
Januari, schilderij van Leandro Bassano

januari · februari · maart · april · mei · juni · juli · augustus · september · oktober · november · december